# Линска базилика
Линската базилика (на албански: Bazilika paleokristiane e Linit) е старохристиянски храм край разположеното на западния бряг на Охридското езеро село Лин, Албания. Известна е със своите 120 m2 много добре запазените мозайки. Линската базилика е обявена за културен паметник на Албания в 1973 година под № 87.

## История
Базиликата е открита в 1967 година на хълма Свети Атанасий (Свети Танаси), билото на Линския полуостров, на 850 m надморска височина. Директорът на Поградечкия музей организира експедиция и базиликата е разчистена и са определени границите ѝ. От 1968 година до 1972 година в района работи всяка година експедиция начело с Скъндер Анамали. В 2008 година разкопки прави Скъндер Муца.

## Датировка
Преди базиликата на мястото има сграда от III - IV век. Експедицията от 2008 година разкрива край южния кораб стени и стаии, по-стари от базиликата. Учените датират храма към IV - V век, или VI век. като в V век е нейният разцвет.
Според Уилям Чикопано базиликата е катедрала на Лихнидската епархия.
Над руините на базиликата в края на XIX век е издигната църквата „Свети Атанасий“, която в 1968 година е разрушена. Тези две събития значително повреждат останките от раннохристиянския храм.

## Архитектура
Базиликата е със запазен цялостен план. Има три апсиди и бапсистерий, наос с два кораба, пастофор, нартекс, катахумен, баптистерий, атрий с фонтан в средата, както и няколко други помещения, вероятно спални. Има и стена, защитаваща храма от вятъра кривец, идващ от планината през зимата, който достига 100 km/h.
Открити са много фрагменти от керамика.
Основна забележителност на храма са почти непокътнатите подови мозайки, които са открити в 8 от 11-те помещения. Най-голямата повърхност с мозайки е в нартекса, където има и надпис. Мозайките са многоцветни, но преобладаващите цветове са бяло, черно и червено. Материалите са природни. Мотивите са геометрични, от евхаристията, сцени от водния свят, животни, цветя, от които най-впечатляващи са лилиите, свастика и други.